# 구로도서관
구로도서관은 서울특별시 구로구 소재의 도서관이다.

## 연혁
- 1984.03.07 서울특별시립도서관설치 조례 제1868호에 의거 구로도서관 설립

## 시설현황
- 4층: 강의실, 회의실, 카페
- 3층: 제1열람실, 제2열람실(노트북실), 정보자료과
- 2층: 디지털자료실·간행물실, 행정지원과, 관장실
- 1층: 종합자료실, 어린이자료실, 안내실
- 지하: 시청각실, 서고

## 이용 안내
이용 시간
휴관일
- 정기휴관일: 매월 첫째, 셋째 수요일
- 법정공휴일: 일요일을 제외한 법정 공휴일 (일요일과 겹칠 경우 휴관)
- 임시휴관일: 관장이 도서의 정리, 보수공사, 장서점검 및 기타의 사유로 휴관이 필요하다고 인정하는 날